# August Pfannkuche
August Pfannkuche (* 9. Juni 1870 in Neuendorf bei Elmshorn; † 24. Juni 1929 in Mengershausen bei Göttingen)  war ein lutherischer Pfarrer und Theologe in Osnabrück.

## Familie
August Pfannkuche stammt aus einer Familie von lutherischen Pfarrern. Er war der älteste Sohn von Gottlieb Pfannkuche (1835–1909), Pastor in Steinkirchen (1866–1878) und Wunstorf (ab 1878), und seiner ersten Ehefrau Agathe Brüning (1844–1866), Tochter von August Christoph Brüning, Pastor und Superintendent im Alten Land. Er heiratete Anfang 1901 (Verlobung am 9. Oktober 1900) in Osnabrück Anna Sparwasser, ein Pfarrerstochter aus Wernigerode, mit der zwischen 1903 und 1920 er zwei Söhne und vier Töchter bekam.

## Lebenslauf
Pfannkuche, der in Wunstorf aufwuchs und in Göttingen Abitur machte, studierte in Greifswald und Göttingen (1893) Theologie und nahm nach dem 1. Theologischen Examen eine Hauslehrerstelle in Innsbruck an. Dort promovierte er 1896 zum Dr. phil. Nach einer kurzen Station 1998 als Cooperatur an St. Katharinen (Osnabrück) übernahm er 1899 als Collaborator eine kleine Gemeinde in Herrenhausen, wurde aber schon im April 1900 nach Bülte bei Peine strafversetzt. Etwas später wurde Pfannkuche auf die 3. Pfarrstelle an St. Marien (Osnabrück) gewählt und im September 1900 trat er die Nachfolge des entlassenen Hermann Weingart an. 1905 rückte er auf die 2. Pfarrstelle und war von 1909 bis 1926 auf der ersten Pfarrstelle Prediger an der Marienkirche. Die letzten drei Jahre vor seinem Tod verwaltete er die Pfarrstelle in Mengershausen (1926–1929).
Pfannkuche war ein überzeugter Freimaurer, schon in Osnabrück Mitglied der Loge „Zum goldenen Rade“ leitete er seit 1927 bis zu seinem Tod die Göttinger Freimaurerloge „Augusta zum goldenen Zirkel“ leitete. In seiner 1927 erschienenen Broschüre Freimaurer und völkische Frage betonte er die nationale Gesinnung der deutschen Freimaurer als Antwort auf den Vorwurf, Freimaurer ständen im Dienste des „Weltjudentums“.

## Wirken
August Pfannkuche war einer der bedeutendsten Repräsentanten des sozialethisch engagierten theologischen Liberalismus. Im Studium wurde er durch Adolf Schlatter (Greifswald), Albrecht Ritschl (Göttingen) und Wilhelm Bousset (Göttingen) geprägt, die eine sozial engagierte Theologie vertraten. Als Student in Göttingen gründete er 1893 zusammen mit Paul Göhre die „Göttinger Sozialwissenschaftliche Studentenvereinigung“. Durch den Theologen und liberalen Politiker Friedrich Naumann kam er zur Freisinnige Vereinigung, die 1910  in der Fortschrittlichen Volkspartei aufging, für die Pfannkuche mehrfach für den Reichstag kandidierte. Er war außerdem Geschäftsführer der „Freunde evangelischer Freiheit“. Nach dem Krieg wandte er sich den Nationalliberalen und dem Kreis um Gottfried Traub zu und trat der Deutschnationalen Volkspartei (DNVP) bei.  Öffentliche Aufmerksamkeit erfuhr er durch das Eintreten für die Einrichtung von öffentlichen Lesehallen und Volkshochschulen, wobei sein Vorbild die nordamerikanischen und britischen Libraries waren. Pfannkuche hatte aber auch Sinn für das Praktische: 1911/12 meldete er eine Diebstahlsicherung für Fahrräder zum Patent an.

## Schriften (Auswahl)
- Was liest der deutsche Arbeiter? Auf Grund einer Enquete beantwortet. Mohr, Tübingen 1900.
- Freie öffentliche Bibliotheken und Lesehallen. Dietrich, Leipzig 1904.
- Religion und Naturwissenschaft in Kampf und Frieden Leinen. (Aus Natur und Geisteswelt, 416). B. G. Teubner, Leipzig 1906.
- Staat und Kirche. Grundzüge eines kirchenpolitischen Programms für den entschiedenen Liberalismus. Fortschritt, Berlin-Schöneberg 1912.
- Staat und Kirche in ihrem gegenseitigen Verhältnis seit der Reformation. (Aus Natur und Geisteswelt, 485). B. G. Teubner, Leipzig 1915.
- Die Baseler Kirchenverfassung als Vorbild für die Neuverfassung der deutsch-evangelischen Landeskirchen. Hutten-Verlag, Berlin 1919.
- Der Staatsgedanke unserer großen Denker. (Die Bücherei der Volkshochschule, 22). Velhagen & Klasing, Bielefeld 1921.
- Die Kirche der Gegenwart. Ihr Leben, Wesen und Aufbau. Göttingen 1926.
- Genf oder Wittenberg? Die weltanschaulichen Grundlagen d. gegenwärtigens Völkerringens. Beyer, Langensalza 1927.
- Freimaurerei und völkische Frage. Ein Beitrag zum Verhältnis unserer gegenwärtigen geistigen Lage zugleich eine Antwort an General Ludendorff. Franz Wunder, Berlin 1927.
- Warum Geheimbund? Ein Schlußwort zum Kampf Ludendorffs gegen die Freimaurerer. Franz Wunder, Berlin 1928.